# Rhagonycha arakawadakensis
Rhagonycha arakawadakensis is een keversoort uit de familie soldaatjes (Cantharidae). De wetenschappelijke naam van de soort werd in 1976 gepubliceerd door Sato.